# Rosa sosnovskyana
Rosa sosnovskyana — вид рослин з родини розових (Rosaceae); ендемік Вірменії.

## Опис
Це високий кущ із сіруватою корою і невеликими косими колючками; листочки голі.

## Поширення
Ендемік Вірменії.
Він росте на узліссях широколистяних лісів у субальпійському трав'янистому покриві.

## Загрози й охорона
Основною загрозою є втрата та деградація середовища існування, спричинена зміщенням сільського господарства.
Росте в Хосровському заповіднику.